# إقليم ميدلاندس
إقليم ميدلاندس هو إقليم في زيمبابوي، عاصمته غويرو، تبلغ مساحته 49,166.0 كيلومتر مربع.

## الموقع
يشترك في الحدود مع:
- إقليم ماتابيليلاند الشمالية
- إقليم ماتابيليلاند الجنوبية
- إقليم ماشونالاند الغربية
- إقليم ماشونالاند الشرقية
- منطقة ماسفينغو.